# Juha Äystö
Juha Äystö ist ein finnischer experimenteller Kernphysiker. Er ist Direktor des Instituts für Kernphysik in Helsinki und Professor an der Universität Jyväskylä.
Äystö entwickelte in den 1980er Jahren eine neuartige Methode zur Separation von Isotopen in der Kernphysik, die sich insbesondere bei der Untersuchung instabiler Kerne (speziell exotischer Kerne mit sehr kurzer Lebensdauer) an Beschleunigern als Durchbruch erwies, das Ion-Führungs (Ion Guide) Konzept. Das trug wesentlich zur Erhöhung der Genauigkeit und Selektivität der Messung grundlegender Kerneigenschaften bei instabilen Isotopen und deren Kernreaktionen bei. Dabei werden die Ionen zunächst mit einem Edelgas als Puffergas thermalisiert, so dass sie alle nur noch einfach geladen sind. Dann wird das Ionengas zu einem Überschalljet beschleunigt, der in einen Massenseparator geleitet wird. Äystö kombinierte das mit Techniken der Laserspektroskopie und von Ionenfallen zur Untersuchung exotischer Kerne an der IGISOL Anlage des Zyklotrons von Jyväskylä. Er forscht auch an der ISOLDE Anlage am CERN.
Sein Konzept wurde weltweit übernommen und auch in der Atomphysik und Elementarteilchenphysik verwendet.
Er studierte anfangs protonenreiche sd-Schalen Isotope (mit Isospin-Quantenzahl {\displaystyle T_{z}=-{\frac {5}{2}}} wobei ein Proton die Quantenzahl {\displaystyle T_{z}=-{\frac {1}{2}}} hat, ein Neutron umgekehrtes Vorzeichen) und deren Beta-verzögerte Zerfälle mit zwei Protonen. Seine Methoden und Forschungen trugen wesentlich zur Verbreiterung der Kenntnis der Eigenschaften instabiler und exotischer Kerne bei, aber auch zu wichtigen astrophysikalischer Kernreaktionen (wie r-Prozess, rp-Prozess) und zur schwachen Wechselwirkung (Doppelter Betazerfall, Unitarität der CKM-Matrix).
2010 erhielt er den Lise-Meitner-Preis.

## Schriften
- Herausgeber mit Peter Dendooven, Ari Jokinen, Matti Leino: Exotic Nuclei and Atomic Masses. Proceedings of the Third International Conference on Exotic Nuclei and Atomic Masses ENAM2001. Hämeenlinna, Finland, 2-7 July 2001, Springer 2009
- Herausgeber mit Ari Jokinen, Tommi Eronen, Anu Kankainen TCP 2010: Proceedings of the 5th International Conference on Trapped Charged Particles and Fundamental Physics (TCP2010) held in Tunturihotelli in Saariselkä, Finland, April 12-16, 2010, Springer Verlag 2011